# Violone

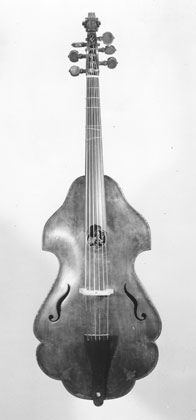
Violone Ernsta Buscha, ok. 1630

Violone (wł. duże skrzypce) – instrument muzyczny, smyczkowy, strunowy, o kształcie i rozmiarach zbliżonych do kontrabasu, jednak nie należy go z nim ujednoznaczniać. Rodzaj violi da gamba – chordofonu popularnego w epoce baroku.
Violone mogło mieć od trzech do sześciu strun. Nazwa odpowiedniej odmiany zależna była od:
- strojenia (np. G violone)
- pochodzenia (np. violone wiedeńskie).

Ponadto violone nazywane było violą basową, skrzypcami basowymi, itp.
Violone to także termin oznaczający w organach głos wargowy, pedałowy, małej menzury.